# Namea nebulosa
Namea nebulosa är en spindelart som beskrevs av Raven 1984. Namea nebulosa ingår i släktet Namea och familjen Nemesiidae.
Artens utbredningsområde är Queensland. Inga underarter finns listade i Catalogue of Life.